# Lajos utca
A Lajos utca Budapest II. és III. kerületében található, a Zsigmond teret köti össze a Serfőző utcával.
Valószínű, hogy az ókori Aquincum észak–déli irányú főútjának, a via principalisnak a nyomvonalát követi.

## Fekvése
Az utca a Zsigmond térnél kezdődik és a Szépvölgyi útig párhuzamosan halad a Bécsi úttal. Ezen, illetve az ezt követő szakaszon, egészen a Nagyszombat utcai kereszteződésig (vagyis az aquincumi katonai amfiteátrumig) irányonként két sávos főút. A kereszteződés után ezt a szerepet a Bécsi út, illetve a Pacsirtamező utca viszi tovább. A Lajos utca innen csendes mellékutcaként folytatódik.
Az Óbuda-Városközponthoz tartozó Lajos utcai utcai lakótelep mögött, majd az 1820-ban épült Óbudai zsinagóga előtt haladva tovább szűkül, egy kanyar után felülete macskakövessé válik és zsákutcaként végződik az Árpád híd felhajtója mellett haladó Serfőző utca előtt. (A kettő nincsen összekötve, néhány négyzetméter zöldfelület választja el őket egymástól.) Úgy is lehet tekinteni, hogy az utca az 1749-ben felszentelt Szent Péter és Pál-templom előtti aprócska térbe (Árpád-házi Szent Erzsébet tér) torkollik és a további rész pedig csak parkolóként funkcionál.

## Története
Az első villamosjárat 1896-ban indult meg. A második világháború után a Nagyszombat utca és a Zsigmond tér között szűnt meg a villamosközlekedés. 1945-ben a Zsigmond téri hurokvégállomás a Bokor utcába költözött. Az villamospálya az Árpád híd 1950-es átadásakor pedig a Nagyszombat utcától északra, a főútvonal szerepet átvevő Korvin Ottó utcába (ma: Pacsirtamező utca) került át az 1981-es megszűnésig. Az Árpád híd építésekor a hídfő körzetébe eső házsorát lebontották. A ma zsákutcaként végződő utca azelőtt bevezetett Óbuda Fő terére. Jelenlegi formáját a Cserfa utca és a Nagyszombat utca között, a Bécsi út kiszélesítésével azonos időben: 1978-1981 között kapta. (Az úttest burkolatát ekkor cserélték nagykockakőről aszfalt burkolatúra.) Tőle északra, a Tímár utcai kereszteződés magasságában - a néhány kivétellel - a Szentendrei úti házgyár elemeiből 1969–1984 között épült, zömmel tízemeletes panelházakból álló Óbuda-Városközpont házai bontották meg az addig jellemzően kisvárosias utcaképet. (Összesen 13 ezer lakás készült el.) Néhány mementóként meghagyott és felújított háztömb emlékeztet az egykori "földszintes" Óbudára.

## Nevének eredete
1702-től az utca páratlan oldala Alt Ofner Strasse (Óbudai út) volt, majd a Donau Zeile (a Dunára néző házsor), auf der Donau seithen és az an der Donau nevet is viselte. A XVIII. század elején Landstrasse, Mitteregasse (Középső utca), a Nagyszombat utca és a Serfőző utca között Judengasse (Zsidó utca) is volt. 1862-től Obere Hauptgasse/-strasse 1874-től Felső Fő utca, 1879-től Lajos utca.
A terület nagy része, melyen az utca átvezet, a 18. században a Zichy család birtoka volt, a század húszas éveiben a Zichyek által betelepített zsidóság főleg itt lakott, ezért hívták Zsidó utcának. A 19. század elején volt Mittergasse a neve, később Fő utcának hívták. 1879 óta Lajos utca a neve, I. (Nagy) Lajosnak, Óbuda királynéi városrésze megalapítójának emlékére.

## Jelentősebb épületei
A Lajos utcában több barokk, copf, klasszicista és romantikus stílusú, részben műemléki jellegű, részben műemléki védelem alatt álló épület van. Ez utóbbiak közé tartozik az óbudai zsinagóga, valamint a 102-es szám alatti, 1860 körüli, eredetileg barokk, majd romantikus stílusú épület, egyemeletes, 12 tengelyes lakóház. A 136-138-as szám alatt egy egyemeletes barokk lakóház található, ami az 1780 körüli években épült. Itt működött Goldberger Ferenc 1784-ben alapított textilnyomó gyára, ma a Textilmúzeum otthona.
A 158-as szám alatt található, a Lajos és a Zichy utca sarkán lévő egyemeletes lakóház, 11 ablakkal, középkori kapubejárattal és pincével. A Zichy utca sarkán gótikus ajtó- és ablakkeretek vannak, Lajos utcai szárnya barokk. A Zichyek tulajdona volt. Egykor serfőzőház, 1735 óta lakóház. Többször átalakították, főleg a földszinti részét. A Lipták Irén és T. Papp Melinda tervei alapján elkészült műemléki helyreállítás után mint a Budapest Galéria kiállítóháza nyílt meg.
A 168-as számú épület az utolsó ház az utcában, ami a Szent Péter és Pál-templom plébániaháza. Ez egy egyemeletes barokk stílusú épület, íves kapuval. Schadt (Schaden) János Mihály építette 1756-ban római és középkori falak felhasználásával. Maga a templom az épület utáni, az utcát lezáró Árpád-házi Szent Erzsébet tér Lajos utcához képest távolabbi szegletében épült fel.
A Kisfaludy Színház épülete a második világháborúban megsérült, 1948-ban még fel akarták újítani, de 1949-ben lebontották.

## Képtár

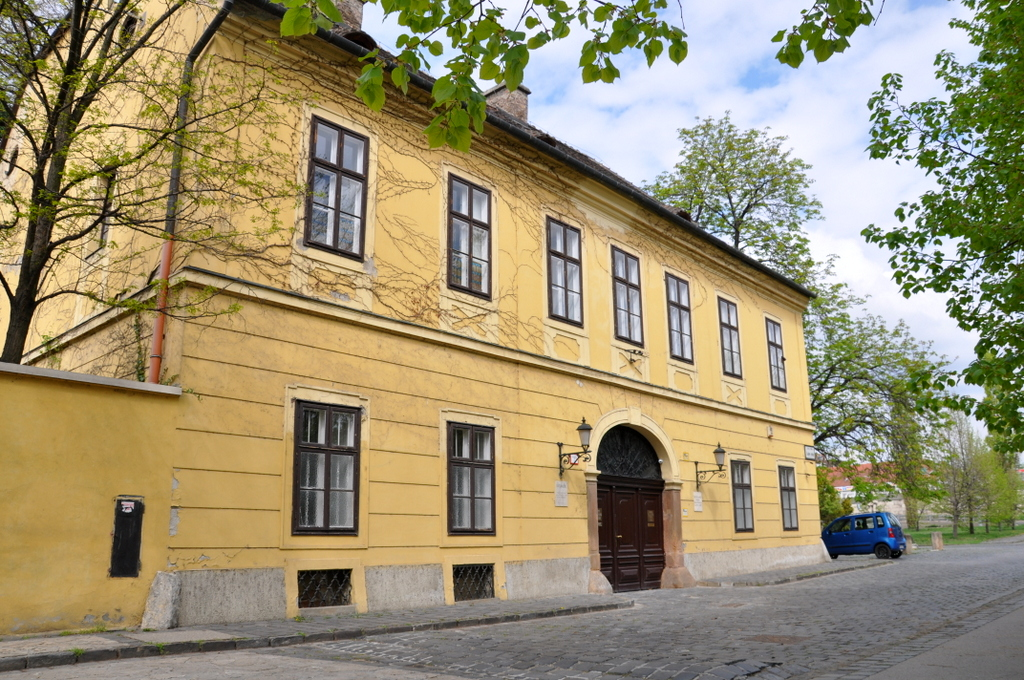
A Szent Péter és Pál-templom 1756-ban épült plébániája az utca utolsó háza
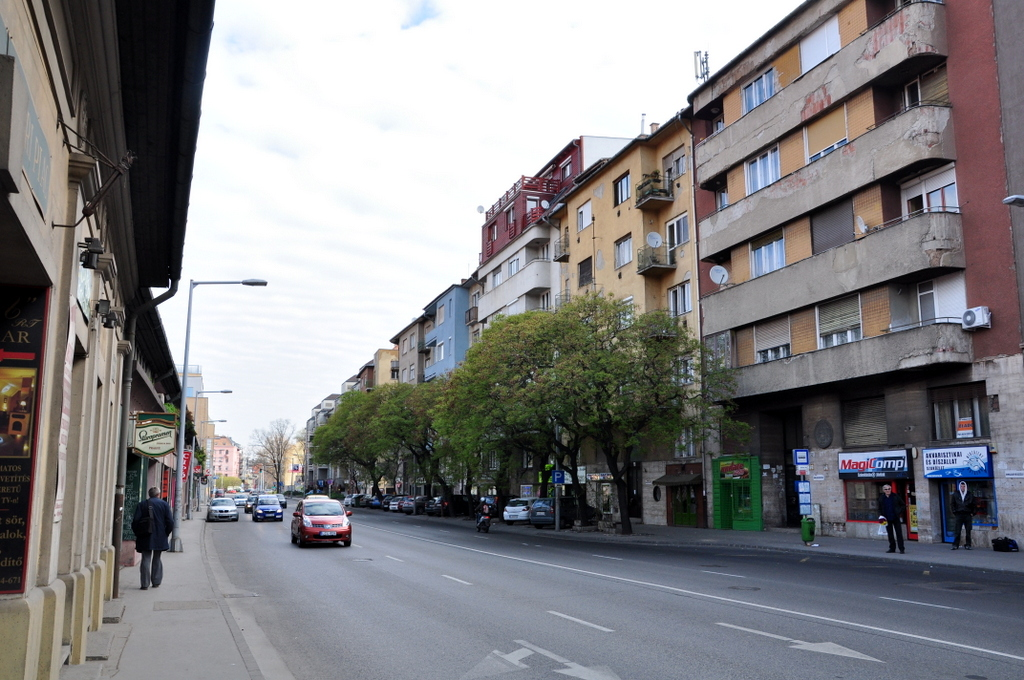
Utcakép a Kolosy tértől a Nagyszombat utca felé tekintve
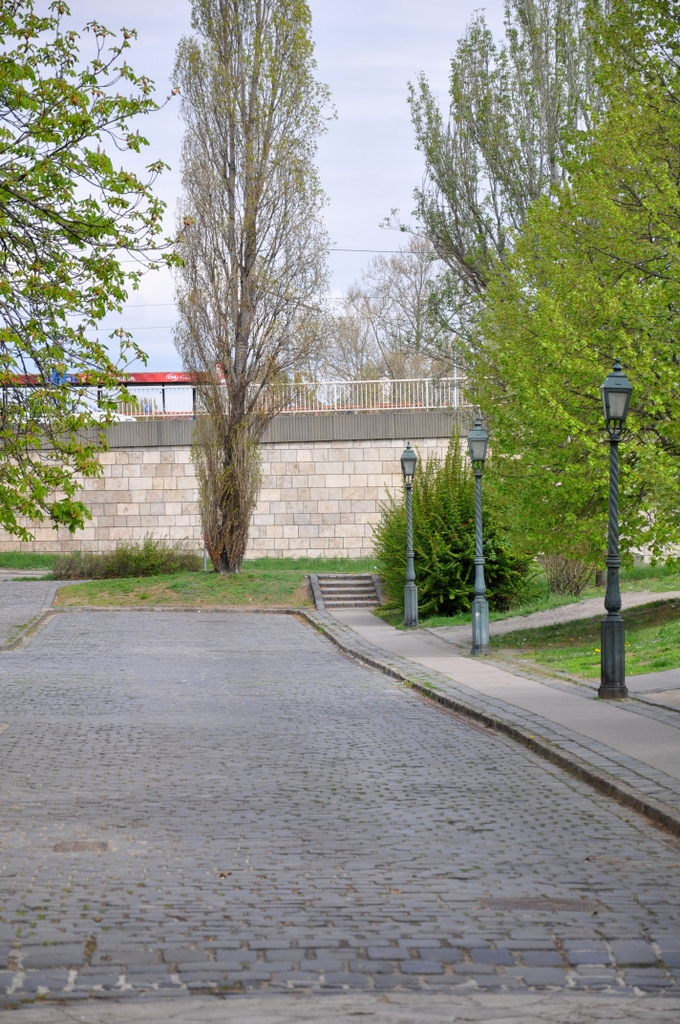
A Lajos utca vége az Árpád-házi Szent Erzsébet tér előtt, a háttérben az Árpád híd felhajtója